# الأسطول الشمالي
الأسطول الشمالي ((بالروسية: Северный флот)‏ ، Severnyy flot) هو أسطول البحرية الروسية في القطب الشمالي.
أسست في عام 1933 من قبل الاتحاد السوفياتي باسم أسطول الشمال، ويعتبر الأسطول ينحدر بشكل غير مباشر من أسطول البحر في القطب الشمالي الذي أنشأته في عام 1916 من قبل الإمبراطورية الروسية لحماية البحر الأبيض خلال الحرب العالمية الأولى. تم تطويره ليصبح أسطولًا كاملاً من البحرية السوفيتية في ثلاثينيات القرن العشرين، وبعد أن حصل على وسام اللواء الأحمر في عام 1965، كان يُعرف رسميًا باسم الأسطول الشمالي للراية الحمراء حتى عام 1991. خلال الحقبة السوفيتية ، كان الأسطول الشمالي يدير أكثر من 200 غواصة، تتراوح بين فئات الديزل والكهرباء والصواريخ البالستية التي تعمل بالطاقة النووية. يُكلف الأسطول الشمالي بمسؤولية العمليات والدفاع في البحار القطبية الشمالية على طول شمال روسيا، بما في ذلك بحر بارنتس وبحر كارا، وكذلك الطرق البحرية الشمالية الغربية لروسيا بما في ذلك البحر النرويجي والمحيط الأطلسي.
يقع مقر الأسطول الشمالي والقاعدة الرئيسية في سفيرومورسك، بمقاطعة مورمانسك، مع قواعد ثانوية في أماكن أخرى في خليج كولا. اليوم، يعد الأسطول الشمالي أساسًا للقيادة الاستراتيجية المشتركة للأسطول الشمالي (روسيا) ، التي تم تأسيسها في عام 2014 والتي تضم جميع القوات المسلحة الروسية الموجودة في منطقة مورمانسك أوبلاست أرخانجيلسك، وعلى الجزر البحرية الروسية على طول ساحلها الشمالي. القائد الحالي هو نائب الأدميرال ألكسندر مويسيف، الذي شغل هذا المنصب منذ مايو 2019.

## تاريخ الأسطول الشمالي

### أسطول البحر في القطب الشمالي وأسطول البحر الأبيض
في 19 يونيو 1916، والبحرية الإمبراطورية الروسية شكلت القطب الشمالي المحيط أسطول (Флотилия Северного Ледовитого океана، أو Flotiliya Severnogo Ledovitogo okeana) خلال الحرب العالمية الأولى لطرق النقل ضمانة من الحلفاء السفن عبر بحر بارنتس من Kaiserliche البحرية لل إمبراطورية الألمانية. بعد ثورة أكتوبر وانهيار الإمبراطورية الروسية في عام 1917، حلت البحرية السوفيتية محل البحرية الإمبراطورية الروسية وشكلت أسطول البحر الأبيض (Беломорская флотилия ، Belomorskaya flotiliya) في مارس 1920، ومقرها في أرخانجيلسك. حلت أسطول البحر الأبيض محل أسطول البحر المتجمد الشمالي وأُعيدت تسميته باسم القوات البحرية لبحر الشمال، ولكن تم حله لاحقًا في يناير 1923.

### البحرية السوفيتية

#### البحرية السوفيتية
تم تشكيل أسطول الشمالي في 5 آب 1933، عن طريق نقل زوارق دورية Smerch وأوراغان، الغواصات D من الدرجة Dekabrist (D-1) وNarodovolyets (D-2)  واثنين من المدمرات من أسطول بحر البلطيق إلى شمال روسيا. غادرت هذه السفن من كرونستادت في 18 مايو 1933 ووصلت إلى مورمانسك في 5 أغسطس. انضم مدمرة أخرى، قارب دورية آخر، غواصة أخرى، واثنين من كاسحات الألغام إلى الأسطول في سوروكا في سبتمبر 1933. أصبح Polyarny القاعدة الرئيسية للأسطول. ورحلة من القوارب الطائرة MBR-2 التحقت بالوحدة في مورمانسك في سبتمبر 1935.
تم توسيع الأسطول الشمالي بسرعة في السنوات التي تلت تشكيله، حيث استقبل سفن جديدة ومطارات ومدفعية دفاع ساحلي وجوي. في 11 مايو 1937، دخل الأسطول في شكله الحالي عندما تم إعادة تسميته إلى أسطول الشمال (Северный флот ، Severnyy flot).

### الحرب العالمية الثانية
قام الأسطول الشمالي بسد القاعدة العسكرية الفنلندية في بيتسامو خلال حرب الشتاء في عامي 1939 و 1940. بحلول يونيو 1941، تضمن الأسطول 8 مدمرات و 15 غواصة وقاربين طوربيد و 7 زوارق دورية واثنين من كاسحات الألغام و 116 طائرة.
في أغسطس 1940، أنشأ السوفييت قاعدة عسكرية للبحر الأبيض للدفاع عن الساحل والقواعد والموانئ والمنشآت الأخرى. تأسست أسطول البحر الأبيض في أغسطس عام 1941 تحت قيادة الأدميرال م. دولينين. وكان القادة اللاحقون نائب الأدميرال جورجي ستيبانوف (في أكتوبر)، والأدميرال ستيبان كوشيروف، ونائب الأدميرال يوري بانتيلييف.
خلال الحرب الألمانية السوفيتية عام 1941 إلى عام 1945، دافع عن اسطول الشمال السواحل من Rybachy وSredny شبه، المضمونة طرق النقل الداخلية والخارجية، وقدمت الدعم لل البحرية الجناح من 14 الجيش. شاركت قوات المشاة البحرية وما يصل إلى 10000 من أفراد الأسطول الشمالي في الحرب البرية بما في ذلك عملية بيتسامو - كيركينيس عام 1944. تسببت وحدات المشاة البحرية لأسطول الشمال في مقتل عشرات الآلاف من الضحايا النازيين أثناء حملات موسكو ولينينغراد وستالينجراد وشمال القوقاز.
من بين الوحدات الجوية للأسطول الشمالي كان فوج الطيران المقاتل رقم 121. تم تعزيز الأسطول الشمالي بطائرات بحرية وسفن من المحيط الهادئ وبحر قزوين. قدمت بريطانيا العظمى والولايات المتحدة مؤقتًا HMS Royal Sovereign و USS Milwaukee إلى اتحاد الجمهوريات الاشتراكية السوفياتية في مقابل السفن الإيطالية التي تم الاستيلاء عليها أثناء الحرب والمقرر تقسيمها بين الحلفاء. خلال الحرب، أمّن الأسطول الشمالي ممرًا آمنًا لـ463 سفينة في قوافل خارجية و 2568 سفينة في قوافل داخلية. غواصاتها وقوارب الطوربيد والطيران غرقت 192 سفينة نقل العدو و 70 سفينة عسكرية معادية أخرى. أضر الأسطول الشمالي أيضًا بما مجموعه 118 سفينة نقل وعسكرية وسفن مساعدة. هاجمت الغواصة السوفيتية K-21 ، بقيادة الكابتن نيكولاي لونين، سفينة حربية ألمانية Tirpitz في 71 ° 22 '2 "N ، 24 ° 34' 3" E. يشير سجل К-21 إلى ملاحظة انفجارين طوربيديين، لكن لم يتم الإبلاغ عن أي ضرر من المصادر الألمانية.
فقدت السفن التي تقاتل ضد احتمالات غير متكافئة. غرقت سفينة الدورية تومان ، وهي سفينة صيد سابقة، على يد ثلاثة مدمرات كريغسمارين عند مدخل خليج كولا في 4 أغسطس 1941. غرقت سيبيرياكوف كاسحة الجليد في 25 أغسطس 1942 من قبل بارجة الجيب الألمانية الأدميرال شير بينما كانت تدافع عن قافلتين. غرقت سفينة الدورية بريليانت (سفينة صيد سابقًا مورماني) بواسطة غواصة.
حصل الأسطول الشمالي على الجوائز التالية:
- تم منح اثنين من الأفواج المحمولة جواً، وسرب من الصيادين الغواصات، وثماني غواصات، والمدمرة Гремящий (Gremyaschiy ، أو "Rattler") حالة «الحرس السوفيتي».
- تم منح العديد من التشكيلات والوحدات والسفن مع مرتبة الشرف.
- حصل خمسة وثمانون بحارًا من الأسطول الشمالي على لقب بطل الاتحاد السوفيتي (مع ثلاثة منهم حصلوا على الجائزة مرتين).
- حصل أكثر من 48000 رجل على ميداليات.

### الحرب الباردة
أُعيد تأسيس أسطول البحر الأبيض تحت الأسطول في ديسمبر 1945 وقاعدة البحر الأبيض البحرية في ديسمبر 1956.
كان الأسطول الشمالي يُعتبر ثانويًا لأساطيل بحر البلطيق والبحر الأسود حتى تم نقل المسؤولية التشغيلية للمحيط الأطلسي في الخمسينيات بسبب زيادة الوصول المباشر. في سبتمبر 1955، أصبحت البحرية السوفيتية أول من يطلق صاروخ باليستي من غواصة. في يونيو 1956، أصبحت الغواصة الشمالية من فئة أسطول زولو (تسميتها منظمة حلف شمال الأطلسي زولو الرابع 1/2) "67" (B-67) أول من حمل صواريخ باليستية.
تشكل قسم الطراد الثاني في 31 مايو 1956 في سيفيرومورسك، بمقاطعة مورمانسك. وتضمنت سفنها لل طرادات سفيردلوف الدرجة (مشروع 68) مورمانسك ، ألكسندر نيفسكي، وMolotovsk، والمدمرة 121st واء، مع 11 درجة Gnevny ، الطبقة Ognevoy ، و الطبقة Skoryy المدمرات. في 5 يونيو 1969، أعيد تنظيم الفرقة مع اللواء المدمر 170 (8 مدمرات مشروع 56) ولواء الحرب المضاد للغواصات 10 (10 مشروع 42 و 50 سفينة ASW). في 1 أبريل 1961، تم تغيير اسم القسم إلى شعبة الحرب الثانية المضادة للغواصات.
في 1 يوليو 1958، رفع الأسطول الشمالي راية البحرية السوفيتية على أول غواصة نووية سوفيتية، K-3 Leninskiy Komsomol . بعد رحلة عام 1958 من يو اس اس نوتيلوس ، سافر لينينسكي كومسومول (سميت باسم فلاديمير لينين كومسومول) تحت الجليد في القطب الشمالي وظهرت في القطب الشمالي في 17 يوليو 1962. لقد قامت الغواصات الروسية بزيارة منطقة القطب الشمالي أكثر من 300 مرة منذ ذلك الحين. قامت غواصتان نوويتيتان من الأسطول الشمالي برحلة تحت الغطاء الجليدي في القطب الشمالي ووصلت إلى أسطول المحيط الهادئ لأول مرة في التاريخ في سبتمبر 1963. فعلت أكثر من 25 غواصة سوفيتية الشيء نفسه في السنوات التالية. حصل الأسطول الشمالي على وسام الراية الحمراء في 7 مايو 1965. قامت غواصتان من الأسطول الشمالي برحلة طولها 25000 ميل بحري «حول العالم» (في الواقع فقط بين خليج كولا والقاعدة في بتروبافلوفسك كامتشاتسكي حول أمريكا الجنوبية) دون أن تطفو على السطح في عام 1966. كان للأسطول الشمالي ما يقرب من 50 ٪ من غواصات البحرية السوفيتية بحلول عام 1986.
من 1968 إلى 30 نوفمبر 2005، 7th Operational Squadron [7-я%20оперативная%20эскадра] كانت القوة التشغيلية الرئيسية في المحيط الأطلسي للأسطول. تم افتتاح متحف القوات الجوية للأسطول الشمالي في 20 أغسطس 1976، في مستوطنة مغلقة في سافونوفو بمقاطعة مورمانسك. بدأت شركات الطيران دخول الخدمة مع الأسطول في السبعينيات. بدأ تشغيل الوحدة الرائدة في فئة كييف للطرادات الثقيلة الحاملة للطائرات، كييف ، في عام 1977، وتم تكليف الأدميرال غورشكوف في عام 1987. طرادات كبيرة تحمل صواريخ تعمل بالطاقة النووية، Kirov-class battlecruiser و Kalinin ، كما دخل الخدمة من عام 1980. كان التحصين في الروافد الجنوبية لبحر بارنتس خلال الثمانينات من القرن الماضي بمثابة تحول في الاستراتيجية البحرية السوفيتية إلى التركيز على الدفاع عن المعقل. استمرت روسيا في استخدام هذه الاستراتيجية.
في عام 1982، تم تشكيل لواء المشاة البحري المستقل رقم 175 في توماني، في مقاطعة مورمانسك.

### البحرية الروسية

منطقة القيادة الاستراتيجية المشتركة الأسطول الشمالي كما في 2014-12-15

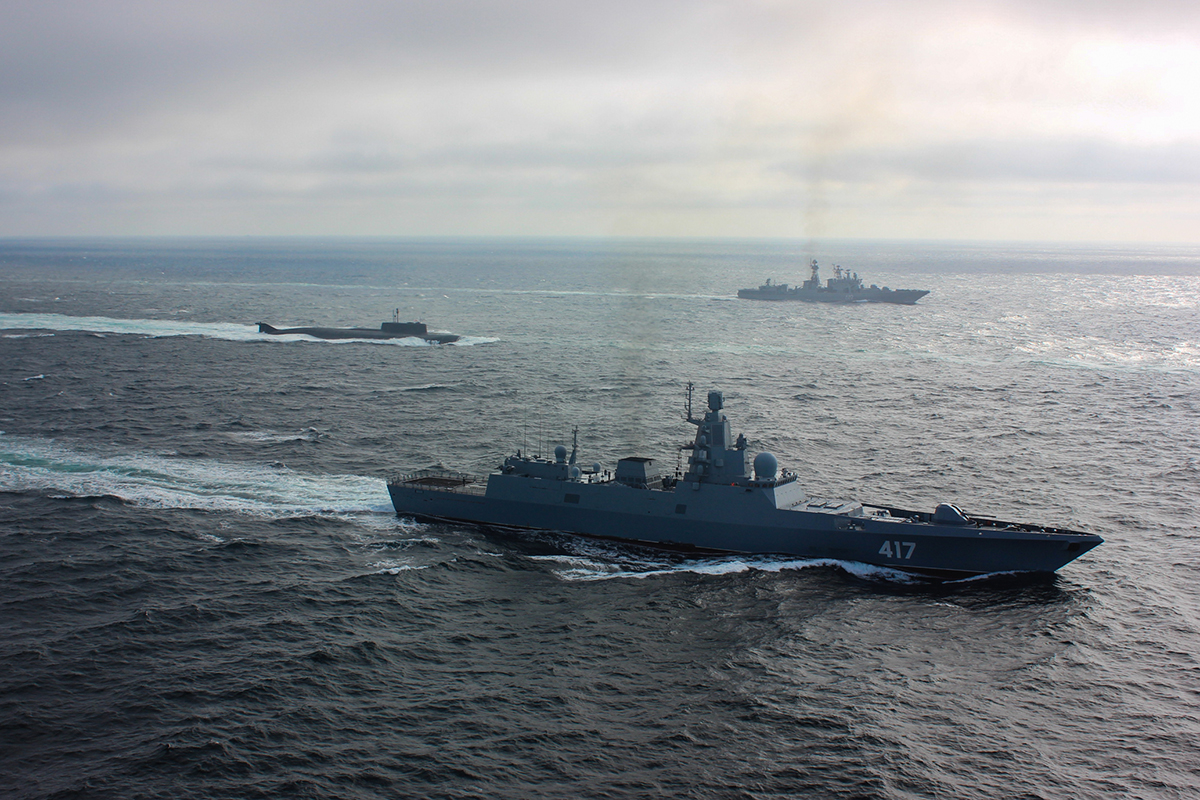
سفن الأسطول الشمالي

نقل قسم الطيران الصاروخي البحري السابع والخمسون من طراز توبوليف 22 والحرب الإلكترونية طراز توبوليف 16 من أسطول بحر البلطيق في بيخوف بمقاطعة ‏ موغيليف في روسيا البيضاء الاشتراكية السوفيتية إلى الأسطول الشمالي في ديسمبر عام 1991 ليصبح قسم الطيران المشترك المختلط رقم 57. تولى القسم قيادة أفواج طائرات الهليكوبتر المضادة للغواصات المحمولة على متن السفينة 830 و 38 والفوج 279 من مقاتلي السفن المحمولة على متن السفن من سيفيرومورسك - 3 في مورمانسك أوبلاست حتى تم حلها في 1 مايو 1998. فرقة الطيران الخامس للقذائف الصاروخية تتولى قيادة فوجي الصواريخ البحرية 524 و 574. وكان مقر فوج 574 في قاعدة لختا الجوية (Katunino)، حتى تم حلها في عام 2002.
في 12 أغسطس 2000، اكتسبت كارثة الغواصة كورسك اهتمامًا دوليًا عند Oscar-class submarine غرقت كورسك من الأسطول الشمالي في حادث طوربيد أثناء التدريبات في بحر بارنتس بالقرب من منطقة مورمانسك، مما أسفر عن مقتل 118 بحارا.
يضم الأسطول الشمالي حوالي ثلثي جميع سفن البحرية الروسية العاملة بالطاقة النووية. الرائد Kirov-class battlecruiser Pyotr Velikiy سميت باسم بيتر الأكبر . نظمت أسطول سلسلة من التمارين الرئيسية بحر بارنتس في يناير 2004 التي تنطوي على ثلاث عشرة سفينة وسبع غواصات بما في ذلك بيوتر فيليكي الاميرال كوزنيتسوف، مع الرئيس الروسي فلاديمير بوتين كان على متن الدرجة الاعصار غواصة الصواريخ البالستية أرخانجيلسك. وشوَّه التمرين فشلان في إطلاق RSM-54 SLBM على متن Novomoskovsk و Kareliya.
في يناير 2016، أعلن وزير الدفاع سيرجي شويغو أن الجيش الجوي 45 وجيش الدفاع الجوي تم تشكيلهما تحت سيطرة الأسطول الشمالي في ديسمبر 2015. تولى مركز التحكم الإقليمي التابع له مهمة قتالية في يوليو 2018.
تلقى الأسطول الشمالي أنظمة الحرب الإلكترونية في سمرقند في عام 2017. تم تصميم سمرقند لتقييم الحالة الكهرومغناطيسية، والبحث، والكشف عن الانبعاثات الراديوية وتحليلها. استأنف الأسطول الشمالي الروسي في عام 2018 الدوريات الجوية المنتظمة للقطب الشمالي بطائرات بعيدة المدى مضادة للغواصات وتجاوز نصيبه من العينات الحديثة للأسلحة والمعدات 56 في المائة. دخلت فرقة للدفاع الجوي للأسطول الشمالي مسلحة بقاذفات S-400 في مهمة قتالية في نوفايا زميليا في سبتمبر 2019.

## مواقع

خريطة القواعد البحرية وأحواض بناء السفن ومواقع تخزين الوقود المستهلك التي يديرها الأسطول الشمالي

القاعدة الرئيسية لأسطول الشمال هي سيفيرومورسك مع ست قواعد بحرية في أكثر Polyarnyy ، Olenya خليج، غادجييفو (Yagelnaya / صيدا)، فيدياييفو (أورا باي وآرا خليج)، بولشايا Lopatka (Litsa غوبا)، وGremikha . تقع كاسحات الجليد المدنية أركتيكا التي تعمل بالطاقة النووية في مورمانسك. تقع أحواض بناء السفن في مورمانسك، سيفيرودفينسك، روسليكوف، بوليارني، نيربا، وملايا لوباتكا. وتشمل مواقع تخزين الوقود المستنفد مورمانسك، Gremikha، سيفيرودفينسك وAndreyeva خليج.

### الفرقة العسكرية الاستعراضية (الموسيقية) للأسطول الشمالي

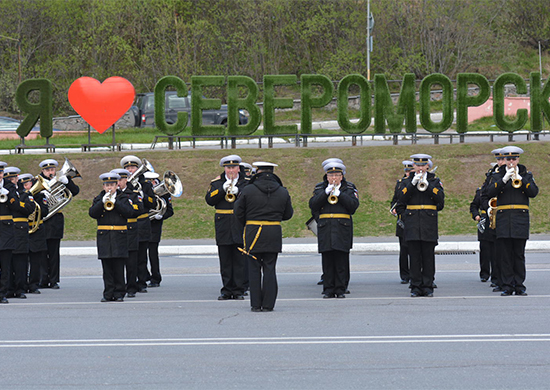
الفرقة في مايو 2017.

الفرقة العسكرية للأسطول الشمالي ((بالروسية: Военный оркестр Северного флота)‏) هي وحدة الفرقة العسكرية التابعة للقوات المسلحة الروسية وهي فرع من دائرة الفرقة العسكرية للقوات المسلحة الروسية. ومقرها في مقر الأسطول في سيفيرومورسك. تشارك الفرقة أيضًا في الأحداث والعطلات الوطنية في روسيا ، مثل يوم النصر وعطل يوم الدفاع عن الوطن، وكذلك عرض أسطول يوم البحرية. وقد شاركت في القدوم الاحتفالي للسفن إلى مقر الأسطول الشمالي بما في ذلك نائب الأدميرال كولاكوف  وUSS نيكولاس . شاركت في جنازات العديد من ضحايا كارثة غواصة كورسك في خريف عام 2000. في منتصف مارس 2018، شاركت في مسابقة في مدرسة مورمانسك ناخيموف البحرية، برئاسة العقيد تيموفي ماياكين، المدير الأول للموسيقى في القوات المسلحة الروسية. في سبتمبر من ذلك العام، قامت الفرقة وكذلك فرقة من Tromsø ، النرويج، حيث أدوا النرويجية March و Farewell of Slavianka في أوركسترا Murmansk الإقليمي.

## الأسلحة المكونة للأسطول
فيما يلي قائمة جزئية بغواصات الأسطول الشمالي والسفن والوحدات الجوية العاملة حاليًا. من بين الوحدات السابقة كانت أسطول الغواصة الأول بما في ذلك فرقة الغواصة السابعة للغواصات الهجوم النووي. تم حل القسمين السادس والثالث من الغواصات في عامي 1994 و 1995.
- السرب 11th ، Zaozersk
  -     - SSBN Dmitriy Donskoy-class- 208-208 (Nerpichya)
    - تم تعيين غواصتين أخريين من فئة Typhoon لهذا السرب لكنهما غير نشطين.

  - الفرقة السابعة، فيديايفو [28]
    - قائد
      - RADM ألكسندر إلداشوف

    - سييرا I- فئة SSGN كوستروما
    - سييرا II- فئة SSGN نيجني نوفغورود [28]
    - سييرا II- فئة SSGN بسكوف (K-336)
    - SSGN دانييل موسكوفسكي من فئة Victor-III (K-414)

  - غواصات أخرى
- السرب الثاني عشر، جادجييفو
  -     - قائد
      - RADM سيرجي فاركوف [28]

  - الغواصة الحادية والثلاثون (خليج ياجلنا، صيدا إنليت)
    - قائد
      - الكابتن 1st رتبة الكسندر Moiseyev [28]

    - غواصة دلتا من الدرجة الرابعة SSBN Verkhoturye (K-51)
    - دلتا IV- فئة SSBN Ekaterinburg (K-84)
    - دلتا الرابع من فئة SSBN تولا (K-114)
    - دلتا الرابع من فئة SSBN Bryansk (K-117)
    - دلتا الرابع من فئة SSBN كاريليا (K-18)
    - دلتا الرابع من فئة SSBN Novomoskovsk (K-407)  [لغات أخرى]‏
    - فئة بوري SSBN Y غضب دولغوروكي (K-535) [29]

  - الفرقة البحرية الرابعة والعشرون (روسيا) (خليج ياجلنا، صيدا إنليت)
- الفرقة 43 سفينة الصواريخ
  -     - القادة
      - RADM Veregin
      - RADM سيرجي المتجولين
      - RADM فلاديمير لفوفيتش كاساتونوف
      - حاضر - RADM الكسندر Turilin

  - السيرة الذاتية لفيلم كوزنتسوف ، الأدميرال فلوتا سوفيتسكوجو سويوزا كوزنتسوف (063) ، الرائد في البحرية.
  - Kirov-class battlecruiser CGN Pyotr Velikiy (099) ، رائد الأسطول
  - سلاف من الدرجة CG مارشال أوستينوف (055)
  - الطبقة السوفيتية DDG الأدميرال يوشاكوف
  - فرقاطة الأميرال غورشكوف الأدميرال غورشكوف
- 2nd شعبة مكافحة الغواصة السفينة [28]
  - Udaloy-I DDG نائب الأدميرال كولاكوف
  - Udaloy-I Class DDG Severomorsk
  - Udaloy-I الفئة DDG الأدميرال Levchenko
  - Udaloy-I الفئة DDG الأدميرال خارلاموف
  - Udaloy-II Class DDG الأدميرال شابانينكو
  - أسطول الغواصة الرابع (Polyarny (ru )) [28]
    - قائد
      - الكابتن 1st رتبة الكسندر غوربونوف

    - غواصة فئة كيلو SS نوفوسيبيرسك (B-401)
    - كيلو فولاذ SS SS- فئة (B-402)
    - كيلو فئة SS ياروسلافل (B-808)
    - كيلوغرام SS كالوغا (B-800)
    - كيلو فئة SS فلاديكافكاز (B-459)
    - كيلو فئة SS مغنطيسك (B-471)
    - كيلو فئة SS Lipetsk (B-177)
- قوات الطيران [30][31]
  - فوج الطيران الاستطلاع البحري المستقل رقم 924 - مقر القيادة في أولينيغورسك / أولينيا - توبوليف 22M 3 ؛
  - فوج الطيران المقاتل رقم 100 المحمول على متن السفن - مقر القيادة في سفيرومورسك -3 - ميج 29 كيلو، ميج 29 كيلو
  - 279 فوج المقاتلة المحمولة على متن السفن على متن السفن - المقر الرئيسي في سفيرومورسك - 3 - 25 يو تي جي، سو - 33 ؛
  - سرب الهواء المستقل رقم 73 - المقر الرئيسي في كيبيلوفو (فيدوتوفو) - Tu-142 MK، Tu-142MR؛
  - فوج الطيران المختلط المستقل 403 - مقره في سفيرومورسك -1 - An-12 ، An-26 ، Il-38 ، Tu-134 ؛
  - 830 فوج مستقل على متن طائرة هليكوبتر مضادة للغواصات على متن السفينة - مقر القيادة في قوات المشاة البحرية لأسطول الشمالسيفيرومورسك -1 - كا 27 ؛

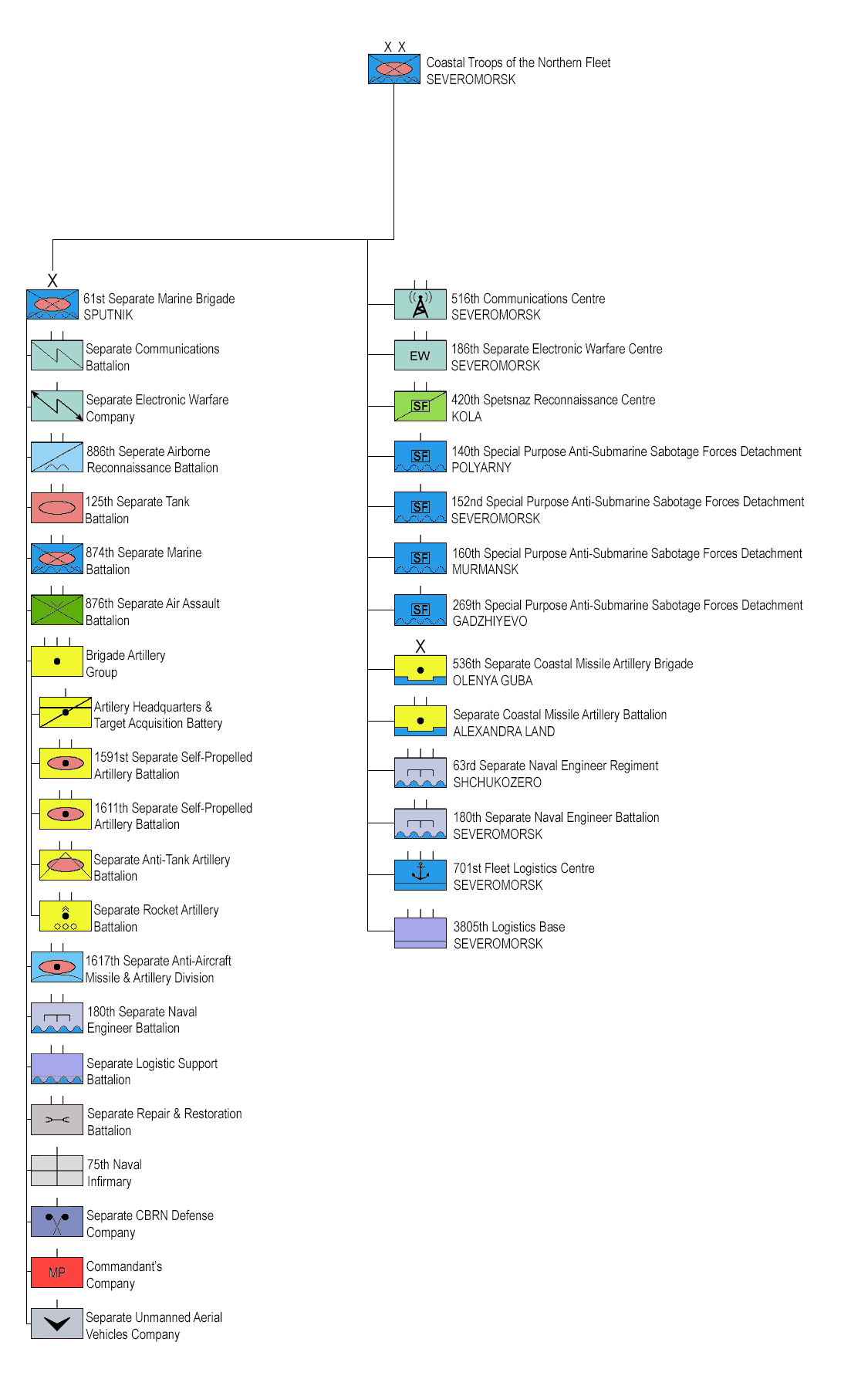
قوات المشاة البحرية لأسطول الشمال

القوات البحرية الساحلية (تم إعادة تجهيز المعدات على BTR-82A APCs في عام 2016) 
- مشاة البحرية
- القوات الساحلية للقذائف والمدفعية [33]

## القادة
| اسم                                         | فترة القيادة                                                |
| ------------------------------------------- | ----------------------------------------------------------- |
| زاخار زاكوبنيف (ضابط علم المرتبة الأولى)    | 29 مايو 1933 - 13 مارس 1935                                 |
| كونستانتين دوشنوف (ضابط علم المرتبة الأولى) | 13 مارس 1935 - 11 مايو 1937 مايو 1937 - 28 مايو 1938        |
| فالنتين دروزد (نائب الأدميرال)              | 28 مايو 1938 - 26 يوليو 1940                                |
| ارسيني جولوفكو (الاميرال)                   | 26 يوليو 1940 - 4 أغسطس 1946                                |
| فاسيلي بلاتونوف (الاميرال)                  | 4 أغسطس 1946 - 23 أبريل 1952                                |
| اندري شابانينكو (الاميرال)                  | 23 أبريل 1952 - 28 فبراير 1962                              |
| فلاديمير كاساتونوف (الأدميرال)              | 28 فبراير 1962 - 2 يونيو 1964                               |
| سيميون لوبوف (أسطول الأدميرال)              | 2 يونيو 1964 - 3 مايو 1972                                  |
| جورجي إيجوروف (أسطول الأدميرال)             | 3 مايو 1972 - 1 يوليو 1977                                  |
| فلاديمير تشيرنافين (أسطول الأدميرال)        | 1 يوليو 1977 - 16 ديسمبر 1981                               |
| أركادي ميخائيلوفسكي (الأدميرال)             | 16 ديسمبر 1981 - 25 فبراير 1985                             |
| إيفان كابيتانيتس (الأدميرال)                | 25 فبراير 1985 - 19 مارس 1988                               |
| فيليكس جروموف (الأدميرال)                   | 19 آذار / مارس 1988 - 14 آذار / مارس 1992                   |
| أوليج إروفاييف (الأدميرال)                  | 14 مارس 1992 - 29 يناير 1999                                |
| فياتشيسلاف بوبوف (الأدميرال)                | 29 كانون الثاني / يناير 1999 - 15 كانون الأول / ديسمبر 2001 |
| جينادي سوشكوف (الأدميرال)                   | 16 ديسمبر 2001 - 29 مايو 2004                               |
| ميخائيل أبراموف (الأدميرال)                 | 29 مايو 2004 - 26 سبتمبر 2005                               |
| فلاديمير فيسوتسكي (الأدميرال)               | 26 سبتمبر 2005 - 11 سبتمبر 2007                             |
| نيكولاي ماكسيموف (نائب الأدميرال)           | 12 سبتمبر 2007 - 30 مارس 2011                               |
| أندريه فولوزينسكي (الأدميرال) - بالإنابة    | 30 مارس 2011 - 24 يونيو 2011                                |
| فلاديمير كوروليف (الأدميرال)                | 24 يونيو 2011 - نوفمبر 2015                                 |
| نيكولاي يفمنوف (الأدميرال)                  | نوفمبر 2015 - 3 مايو 2019                                   |
| ألكسندر مويسيف (نائب الأدميرال)             | 3 مايو 2019 حتى الآن                                        |